# Sommer-Deaflympics 2005
| XX. Sommer-Deaflympics | XX. Sommer-Deaflympics |
| ---------------------- | ---------------------- |
| Austragungsort:        | Melbourne Australien   |
| Teilnehmende Nationen: | 63                     |
| Teilnehmende Athleten: | 2038                   |
| Wettbewerbe:           | 147 (16 Sportarten)    |
| Eröffnung:             | 5. Januar 2005         |
| Schlussfeier:          | 16. Januar 2005        |
| Hauptstadion:          | Olympic Park Stadium   |

Die XX. Sommer-Deaflympics fanden vom 5. Januar bis zum 16. Januar 2005 in Melbourne, Australien satt.
Melbourne ist die Heimat von großen Sportveranstaltungen, wie die Olympischen Sommerspiele 1956, die jährlich stattfindenden Australian Open.

## Sportarten
Bei den Sommer-Deaflympics 2005 gab es 16 Sportarten, darunter zehn Einzelsportarten und sechs Mannschaftssportarten. Bowling und Beachvolleyball wurden als neue Disziplinen zum ersten Mal ins offizielle Programm aufgenommen.

### Einzelsportarten
| - Badminton - Bowling - Leichtathletik |  | - Orientierungslauf - Schwimmen - Sportschießen |  | - Straßenradsport - Tennis - Tischtennis |  | - Ringen |  |

### Mannschaftssportarten
| - Basketball - Beachvolleyball |  | - Fußball - Handball |  | - Volleyball - Wasserball |

## Austragungsstätten

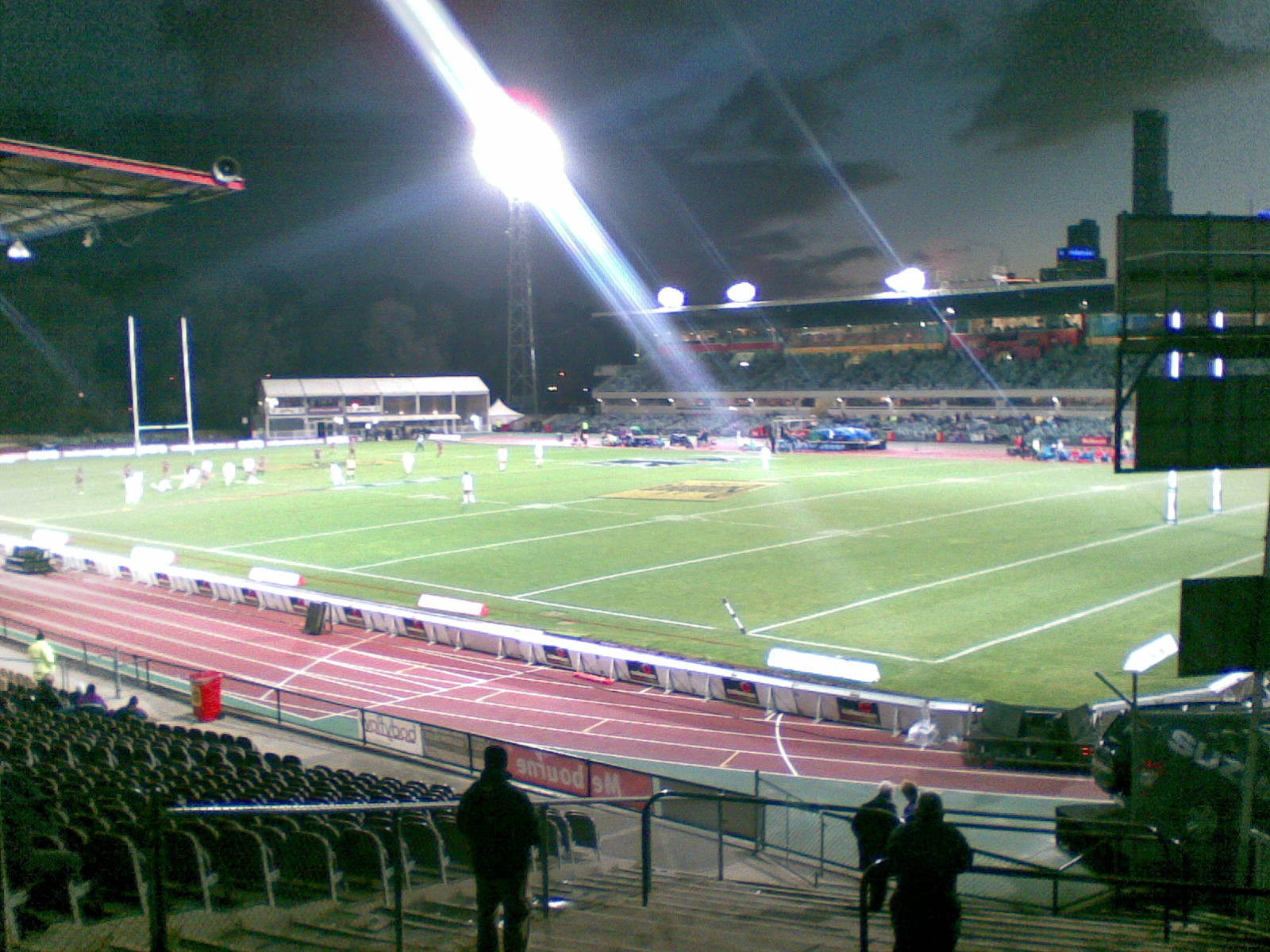
Olympic Park Stadium

- Olympic Park Stadium – Eröffnungs- und Abschlussfeier, Fußball, Leichtathletik
- Melbourne Sports and Aquatic Centre – Badminton, Basketball, Handball, Ringen, Schwimmen, Tischtennis, Volleyball, Wasserball
- Sunshine AMF Bowling Center – Bowling
- Melbourne International Shooting Club – Sportschießen
- Ballarat – Orientierungslauf
- Balarat und Buninyong – Radrennen
- Boroondara Tennis Club – Tennis
- St. Kilda Beach – Beachvolleyball

## Teilnehmende nationale Verbände
63 nationale Verbände nahmen teil:
| - Armenien (1) - Australien (153) - Belgien (12) - Brasilien (2) - Bulgarien (18) - Volksrepublik China (69) - Dänemark (41) - Deutschland (133) - Estland (7) - Fidschi (16) - Finnland (27) - Frankreich (8) - Ghana (18) - Griechenland (64) - Indien (43) - Iran (56) |  | - Irland (21) - Island (1) - Israel (5) - Italien (103) - Japan (102) - Kanada (15) - Kasachstan (7) - Kenia (7) - Kroatien (19) - Kuba (11) - Kuwait (4) - Lettland (8) - Litauen (35) - Macau (3) - Malaysia (15) - Mongolei (3) |  | - Neuseeland (43) - Niederlande (32) - Norwegen (26) - Österreich (7) - Pakistan (4) - Polen (21) - Portugal (11) - Rumänien (2) - Russland (130) - Saudi-Arabien (28) - Serbien und Montenegro (3) - Singapur (6) - Slowakei (5) - Slowenien (16) - Südafrika (22) - Südkorea (35) |  | - Spanien (2) - Schweden (43) - Schweiz (22) - Chinesisch Taipeh (45) - Tschechien (32) - Thailand (2) - Türkei (74) - Turkmenistan (2) - Ukraine (96) - Ungarn (22) - Vereinigtes Königreich (76) - Vereinigte Staaten (171) - Venezuela (7) - Belarus (19) - Zypern (7) |  |

## Maskottchen
Vic & Mel wurden von der Hand in dem offiziellen Logo der 20. Sommer-Deaflympics inspiriert. „Vic“ wurde nach der Provinz Victoria, wo Melbourne liegt und „Mel“ nach der Stadt Melbourne benannt.
Sie symbolisieren die Hände der Freundschaft, der Spitzensportler, Familien und Freunde der Deaflympics. Die Maskottchen der Sommer-Deaflympics 2005 vertreten die Athleten, die im Geiste des Fair Play respektvoll miteinander umgehen.
Die Farben von Vic & Mel symbolisieren die Vielfalt von Australien und drücken die Wärme und Freundlichkeit der australischen Kultur aus.

## Ergebnisse

### Frauen
| - Basketball - Beachvolleyball |  | - Bowling - Fußball |  | - Leichtathletik - Volleyball |

### Männer
| - Basketball - Beachvolleyball |  | - Bowling - Fußball |  | - Handball - Leichtathletik |  | - Volleyball - Wasserball |